# Sbarco a Röyttä
Lo sbarco a Röyttä (detto anche "Sbarco a Tornio") avvenne nell'ottobre del 1944, all'inizio della guerra di Lapponia.
Consistette nello sbarco delle truppe finlandesi sull'isola di Röyttä, davanti al porto di Tornio. Tale evento anticipò la battaglia di Tornio.

## Il contesto strategico
Il 4 settembre 1944 vennero concordati i termini del cessate il fuoco tra Finlandia e Unione Sovietica. Tra essi era inclusa l'espulsione delle truppe tedesche dal paese scandinavo entro il 15 dello stesso mese. Tale termine, considerato come un tradimento dai tedeschi, portò allo scoppio della guerra di Lapponia. 
Nella prima fase, all'inizio della campagna di Lapponia, i tedeschi procedettero a un ritiro pacifico, cooperando con i finlandesi in conformità all'accordo segreto di ritiro, fin quando l'Unione Sovietica iniziò a fare pressioni sulla Finlandia affinché prendesse misure più drastiche contro gli occupanti. Fu proprio la volontà dell'URSS a spingere i finlandesi a impegnarsi in una guerra attiva. In tal senso, il tenente generale Hjalmar Siilasvuo organizzò delle operazioni di sbarco in punti chiave per tagliare linee comunicative e di trasporto tedesche. 

## Obiettivo dello sbarco
Lo scopo di Siilasvuo era attaccare la città di Kemi con l'11° reggimento di fanteria, il quale procedette in marcia attraverso la città fino al porto di Toppila a Oulu. Il 29 settembre il reggimento ricevette le informazioni riguardo l'attacco pianificato a Kemi, ma i soldati si opposero: la questione sarebbe certamente arrivata all'attenzione dei tedeschi. Kemi aveva un gruppo relativamente forte di truppe tedesche, inclusa una flotta da combattimento di bombardieri Stuka. Mentre il tempo stava ancora peggiorando, lo sbarco dovette essere annullato.
Richieste di maggiori informazioni su Kemi furono ricevute anche dal Dipartimento di Pennanen, che fu distaccato nelle isole industriali di Kemi dal fronte tedesco. L'informazione era allarmante: secondo loro, i tedeschi avevano un reggimento di fanteria regolare e 60 carri armati di passaggio a Kemi. Il porto esterno di Ajos era stato reso inutilizzabile immergendo carrozze ferroviarie, chiatte e attrezzature varie accanto al molo. Nel porto interno c'erano armature e cannoni anticarro. Il militare e politico Carl Gustaf Emil Mannerheim, la sera del 30 settembre, chiamò il generale Hjalmar Siilasvuocitando una lettera della Commissione di Monitoraggio Alleata, che conteneva "rigide richieste di azioni di combattimento". Era un messaggio molto chiaro: occorreva un’azione militare visibile prima che fosse troppo tardi. Siilasvuo rispose che lo sbarco a Röyttä sarebbe avvenuto a Oulu l’1 ottobre 1944. Un eventuale successo avrebbe interrotto una delle principali rotte tedesche verso nord e, nella migliore delle ipotesi, avrebbe condotto alla cattura di decine di migliaia di soldati nemici.

## Attacco a Oulu

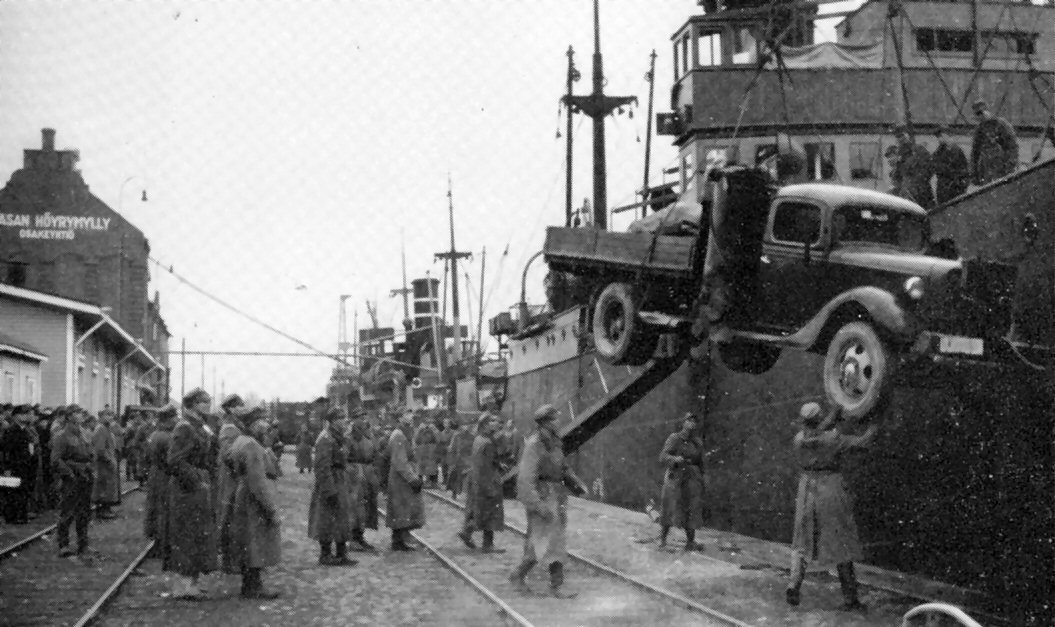
L'attrezzatura delle forze di sbarco viene caricata nel porto di Toppila.

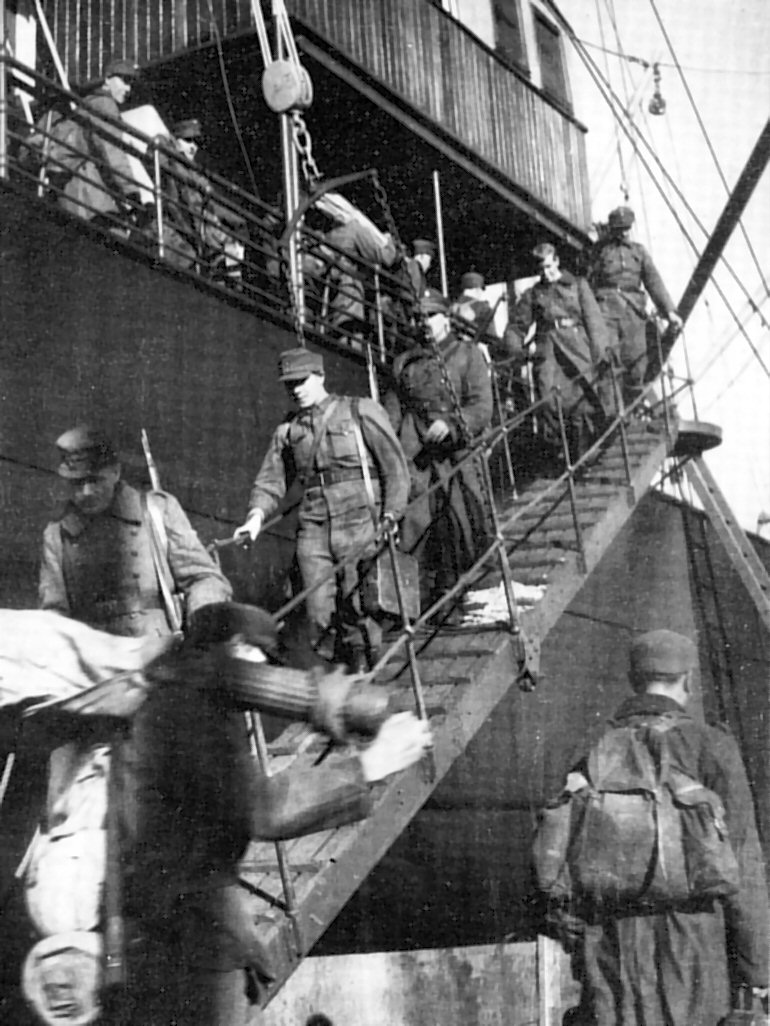
Le truppe sbarcano al porto di Tornio.

Le truppe della Divisione del 3 settembre rimasero nell'area di Haukipudas e Koskelankylä. L'11° reggimento di fanteria invece era d'istanza nelle scuole primarie di Oulu e in delle tende nel quartiere di Hintta. Il reggimento era guidato dal tenente colonnello Wolf H. Halsti, capo di stato maggiore della 3ª divisione. Le tre navi mercantili selezionate come mezzi da sbarco (Norma, Hesperus e Fritz) stavano aspettando nel porto di Toppila.
Le navi caricarono i primi soldati, circa 2 900 uomini, e lasciarono il porto di Toppila a Oulu la sera del 30 settembre. La popolazione locale fu evacuata, e rimase solo la famiglia della guardia doganale Granström. Quella notte, a causa di forti venti e piogge, gli aerei tedeschi all'aeroporto di Kemi non riuscivano a decollare, permettendo alle navi finlandesi di procedere senza essere ostacolate. L'assenza di aerei nemici fu cruciale per la riuscita della missione, dato che navi erano completamente prive di alcun supporto aereo e antincendio, e disponevano solo di alcuni cannoni antiaerei leggeri installati temporaneamente sul ponte. Le navi arrivarono di fronte al porto di Röyttä domenica mattina, il 1º ottobre. Entrando nel porto, le navi dovevano passare davanti a una pesante batteria antiaerea tedesca da 88 millimetri, situata a Laivaniemi. Tuttavia, la batteria non ha rilevato in tempo alcuna nave, non aprendo il fuoco.

## Presa del controllo e ondate di attacco
Lo sbarco fu una completa sorpresa per i tedeschi. Il porto non era occupato, lo scarico delle forze di sbarco dalla stiva delle navi durò alcune ore, avvenendo tramite ausilio di strette passerelle e gru. Immediatamente dopo l'organizzazione, la compagnia di giavellotto di JR 11 lasciò il porto di Röyttä alle 8 del mattino in bicicletta, procedendo verso il ponte ferroviario di Kirkkoputa. Il 2º battaglione del reggimento salì su un treno che i ferrovieri finlandesi avevano segretamente predisposto vicino al porto per aiutare le forze di sbarco.
Le navi tornarono al porto di Toppila a Oulu per raccogliere altre truppe, che raggiunsero Röyttä nei giorni seguenti. Un totale di 12 contingenti da circa 500 uomini ciascuno furono portati a Röyttä in cinque diverse ondate. Nella prima ondata del 1º ottobre, arrivò l'11° Reggimento di fanteria da 2 900 uomini. La mattina seguente, sbarcarono il 3º comando di divisione, il 53° reggimento di fanteria, il 3º battaglione, il Grenade Launch Company e il JR 11 Colonna di Trasporto, per un totale di 2 500 uomini. La mattina di martedì 3 ottobre, sbarcarono la sede centrale JR 53, il 1º e 2º battaglione, una compagnia di artiglieria, il 24° battaglione di pionieri, una compagnia di carri armati e delle unità di servizio del JR 11, per un totale di ulteriori 2 600 uomini. Nella successiva quarta ondata arrivò il 13° Battaglione Separato, il 50° Battaglione III di fanteria, il Battaglione III di JR 8, la Squadra Jaeger di JR 8, una divisione di difesa aerea leggera e una colonna di trasporto di JR 53, per un totale di 2 500 uomini. Nella quinta e ultima ondata arrivarono l'11º comando di divisione e i battaglioni I e II di JR 50, per un totale di 2000 uomini.

## Contrattacchi tedeschi
Martedì 3 ottobre, mentre i combattimenti a Tornio erano già in corso, i tedeschi colpirono il porto di Röyttä con i bombardieri Stuka, uccidendo tre persone e ferendone 20. Alcuni combattenti di riserva finlandesi, presenti durante il giorno, stavano tornando al comune di Vaala, tuttavia, proteggendo un convoglio in mare, riuscirono a danneggiare e deviare un bombardiere Junkers Ju 88 dal suo percorso in mare.
Mercoledì 4 ottobre i tedeschi bombardarono il porto proprio mentre la quarta ondata di sbarco stava per arrivare. A causa del maltempo, i caccia finlandesi Brewster non erano stati in grado di salire in aria. Uno squadrone di nove bombardieri Stuka attaccò il porto, provocando 60 vittime e 400 feriti. Due delle navi da sbarco affondarono, la nave a vapore Bore IX e la nave a motore Maininki, facendo sprofondare 196 cavalli, 120 tonnellate di armi da fuoco e cibo e svariate attrezzature e mezzi antiaerei. La pesante batteria antiaerea di Laivaniemi, a dieci chilometri di distanza, il giorno precedente aveva bombardato sull'isola di Kuusiluoto una segheria e degli edifici residenziali che disturbavano la vista. Quando gli edifici andarono a fuoco il mattino successivo, la batteria fu in grado di sparare al porto di Röyttä e, con il suo accurato fuoco, riuscì a danneggiare gravemente i moli del porto. Una delle navi finlandesi doveva caricare alcuni cannoni di artiglieria a Tornio, ma non ci riuscì a causa di problemi logistici. La nave portò differenti carichi, ugualmente utili per le truppe finlandesi coinvolte nell'attacco. I feriti furono raccolti in un ospedale da campo presso la scuola di Röyttä.

## Supporto aereo e navale per i finlandesi
Il giorno successivo, il piroscafo Canopus portò truppe aggiuntive da Oulu, Fritz e Norma, oltre all'artiglieria necessaria precedentemente richiesta. A causa del danno al porto e alle navi affondate, lo scarico dei rifornimenti fu molto difficile e il ritardo dell'arrivo della artiglieria compromise la prosecuzione dell'intera operazione. I rinforzi per la battaglia di Tornio furono trasportati attraverso Röyttä fino a venerdì 6 novembre. Questo fu l'ultimo giorno in cui fu ricevuto anche il supporto navale, quando il dipartimento navale che arrivò a Oulu salpò per Tornio come scorta di due navi da trasporto. Il dipartimento comprendeva le navi di artiglieria Uusimaa e Hämeenmaa, guidate dal capitano HJ Jääsalo, oltre a due motovedette di pattuglia. Il dipartimento era responsabile della difesa aerea del porto e vi furono anche numerosi scontri a fuoco con la batteria di artiglieria tedesca di Laivaniemi.

## Attacco a Tornio
Le truppe avanzarono facilmente nell'area della stazione ferroviaria di Tornio, dove, dopo aspri combattimenti, la stazione e i magazzini tedeschi e la cosiddetta "Piccola Berlino" furono conquistati. Da lì, le truppe continuarono verso il centro, dove erano già in corso battaglie tra i fronti domestici tedeschi e finlandesi in città.